# Integrate-Transfer-Launch complex

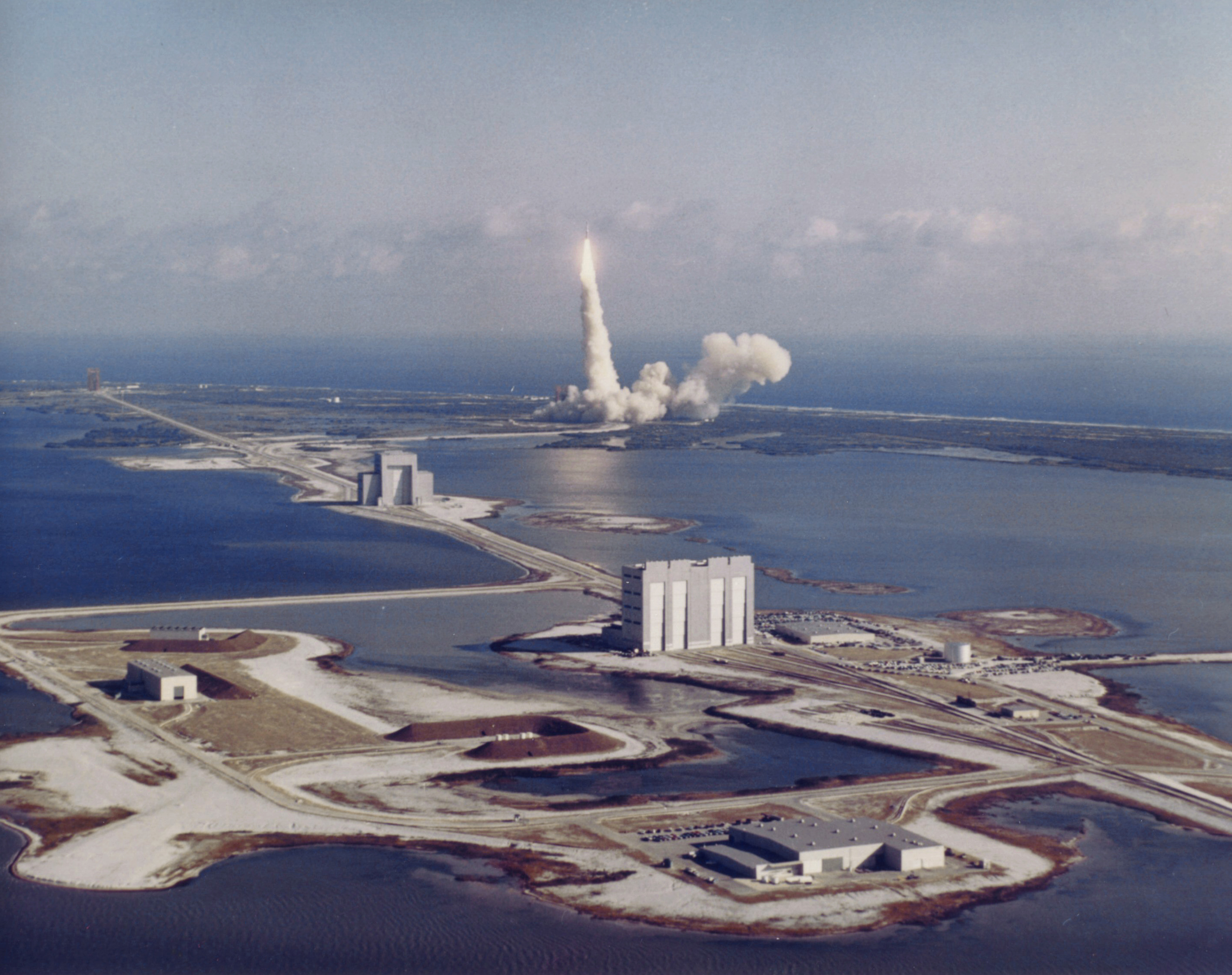
Het ITL in 1966 met vooraan het Solid Motors Check-out Building, in het midden het Vertical Integration Building, links daarvan het Satellite Integration Building, achteraan het Solid Motors Assembly Building. De lancering van de enige onbemande Manned Orbiting Laboratory-vlucht vond plaats vanaf LC-40

Het Integrate-Transfer-Launch complex (ITL) was een complex van een aantal van de grootste gebouwen en twee lanceerplaatsen aan de Titan III road en de ITL Causeway op het Cape Canaveral Space Force Station (het eerdere Cape Canaveral Air Force Station) dat begin jaren 1960 als een grote productielijn werd gebouwd om de Titan III-raketten klaar te maken voor lancering. Naast de Titan IIIA werden ook de Titan-varianten Titan IIIC, Titan IIIE, Titan 34D, de Commercial Titan III, de Titan IVA en de Titan IVB hier geïntegreerd. De gebouwen werden op drie kunstmatige eilanden in de lagune genaamd Banana River neergezet.
Doordat de Titan-operaties vanwege de militaire functie met meer geheimhouding werd omgeven, is het ITL minder bekend dan het vergelijkbare civiele Lanceercomplex-39 dat enkele kilometers verderop op het Kennedy Space Center ligt.
Een deel van deze bouwwerken is na uitfasering van de Titan-raketten gesloopt andere gebouwen hebben nieuwe functies gekregen.
Faciliteiten die tot het ITL behoorden waren:
- Solid Motors Check-out Building
- het Vertical Integration Building (VIB)
- het Solid Motors Assembly Building (SMAB)
- De Solid Motors Assembly and Readyness Facility (SMARF)
- Satelite Integration Building (SIB)
- Lanceercomplex 40
- Lanceercomplex 41
- Lanceercomplex-20 (bestond al eerder)

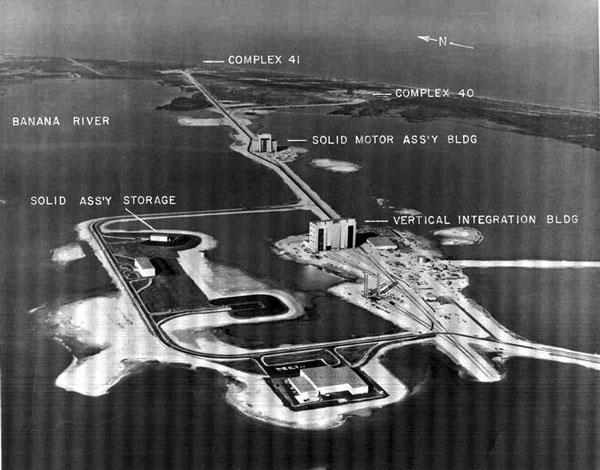

## Titan-integratieproces

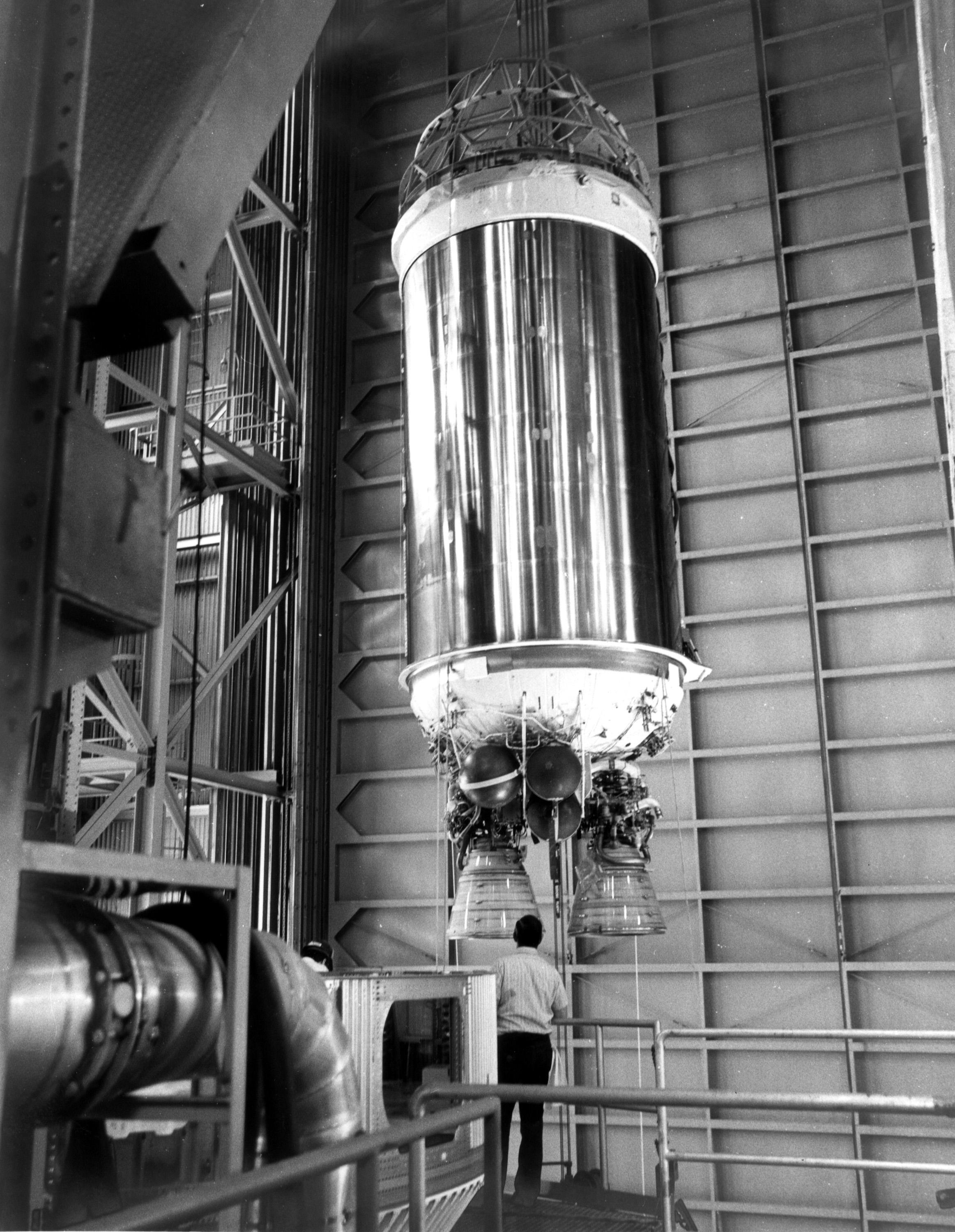
Een Centaur-trap voor een Titan IIIE wordt in het VIB op de raket geplaatst (jaar: 1975).

Aan het begin van de integratieweg stond tot 2005 het Vertical Integration Building (VIB). Hier kwam de eerste trap van van de Titan aan nadat deze met een vrachtvliegtuig naar Cape Canaveral was gebracht. Deze rakettrap werd dan verticaal op een mobiel platform in een van de vier highbays van het gebouw geplaatst waarna de tweede trap en de derde trap (de Transtage of de Centaur) erop werden gemonteerd. Hierna reed het platform met de raket erop door naar het Solid Motor Assembly Building (SMAB) waar de twee vastebrandstof hulpraketten, aan de Titan werden gemonteerd. Een Titan IIIA ging vanaf het VIB direct door naar lanceerplatform LC-20 omdat deze configuratie geen side-boosters had.
De side-boosters voor de andere configuraties waren eerder als losse segmenten per spoor aangekomen bij de Solid Motors Check-out Buildings alwaar deze vastebrandstofmotoren in elkaar gezet werden.
Een platform met een Titan III reed vervolgens door naar een van de lanceerplatforms. Daar werd de vracht die in het Satellite Assembly Building was klaargemaakt voor integratie in de mobile service toren op de Titan IIIC, Titan IIIE, Titan 34D of CT3 gehesen en gemonteerd.

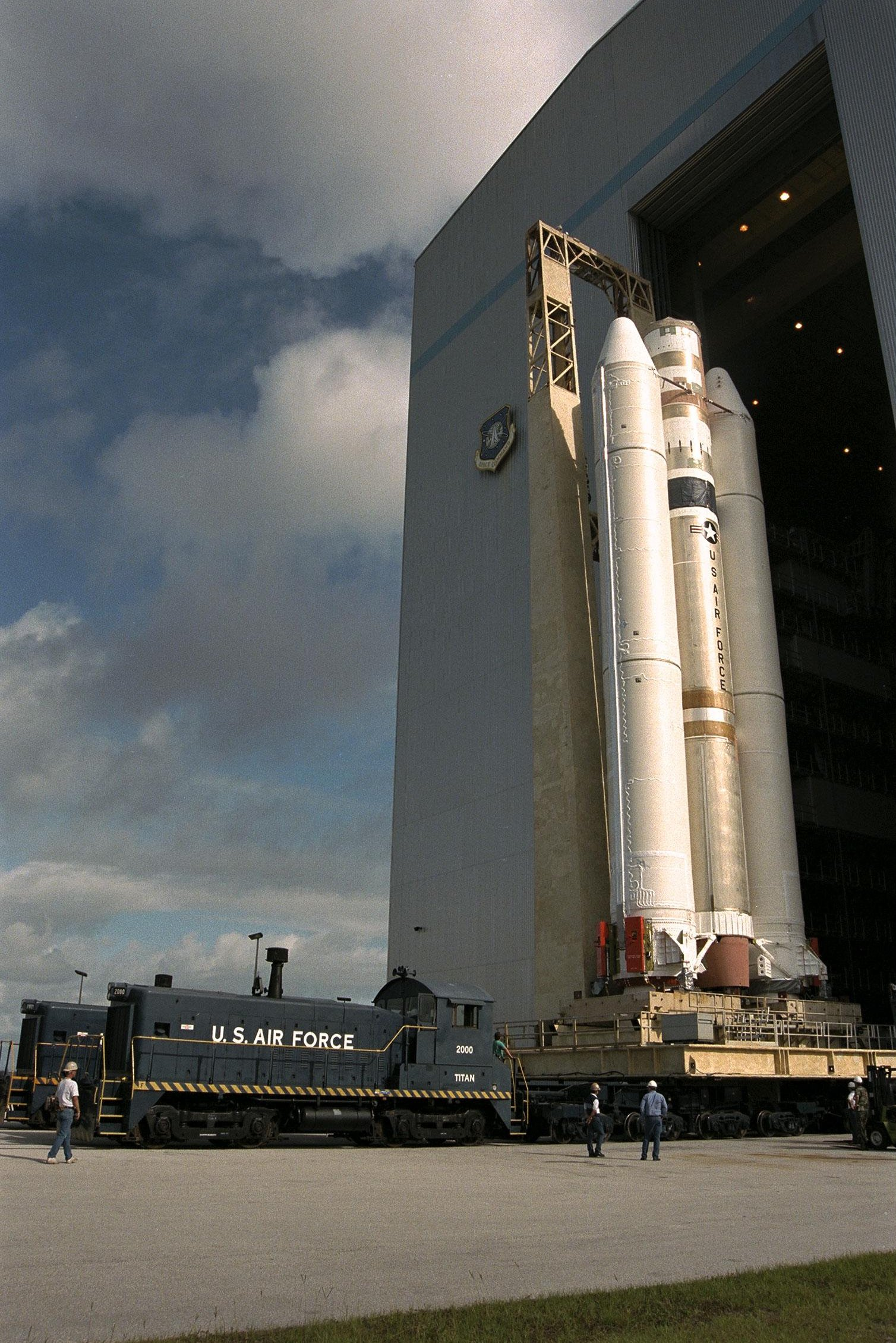
De Titan IVB verlaat de SMARF om op het lanceerplatform met de Centaur-trap, Cassini-Huygens en de neuskegel te worden geïntegreerd.

Voor de Titan IVB werd begin jaren 1990 een nieuwe Solid Motors Assembly and Readiness Facility (SMARF) gebouwd waar de nieuwe grotere vastebrandstof hulpraketten op de raket gemonteerd konden worden en de lanceersystemen konden worden aangesloten. Hierna reed het platform met deze Titan-raketten door naar lanceerplatform LC-40 of LC-41 waar de vracht en de neuskegel erop werden gemonteerd in de Mobiele Service Structure. Bij Titan IV-raketten werd daar ook de eventuele derde trap (Inertial Upper Stage of Centaur) erop gemonteerd. De Launch Control Room van waaruit de lancering werd gemonitord bevond zich in het VIB. Voor de Titan IV-Centaur had NASA elders op de industrial area van het CCAFS een Launch Control Room die NASA ook voor de Delta II gebruikte. De verrijdbare lanceerplatforms reden op een zogenaamde doubletrack-rails, dus vier spoorstaven in totaal en werden door twee naast elkaar rijdende diesellocomotieven voortgeduwd of getrokken.

## Post-Titan gebruik
In 2005 werd de laatste Titan IV gelanceerd. Het VIB werd hierna gesloopt. De SMAB is verhuurd aan SpaceX dat in het westelijke gedeelte van het gebouw satellieten in de neuskegels van Falcon 9 en Falcon Heavy raketten plaatst en Dragon-ruimteschepen laadt voordat deze op SLC-40 of LC-39A met de draagraket worden geïntegreerd. SpaceX hernoemde het gebouw tot Satellite Processing and Integration Facility (SPIF)
De SMARF werd verhuurd aan Lockheed Martin dat er een Check-out-faciliteit (tijdelijke opslag van rakettrappen) en lanceer-controle-centrum voor de Atlas V van maakte. Sinds 2006 heeft Lockheed Martin de Atlas V productie en operaties ondergebracht in United Launch Alliance. De SMARF wordt ook gebruikt als garage voor het mobiele lanceerplatform van de Vulcan-raket. Op 24 oktober 2019 hernoemde ULA de SMARF tot Spaceflight Processing Operations Center (SPOC, ook een verwijzing naar het karakter Spock, de Vulcan uit Startrek waarnaar de Vulcan-raket is vernoemd). De SPOC kan ook als extra integratie-faciliteit voor Vulcan worden ingezet wat het mogelijk maakt gelijktijdig twee raketten gereed worden te maken voor een lancering vanaf SLC-41. Aanvankelijk konden de neuskegel van de Vulcan daar niet op de raket worden geplaatst, maar in april 2022 werd bekend dat de SPOC tot een volwaardige integratiefaciliteit wordt opgewaardeerd. Om de mobiele lanceerplatforms van de SPOC naar lanceercomplex SLC-41 te rijden is tussen beide faciliteiten het eerder opgebroken doubletrackspoor opnieuw aangelegd. Ook SLC-41 wordt voor de Atlas V gebruikt. De verticale integratie van de Atlas V vindt plaats in een daarvoor gebouwde hangar aan de rand van dit lanceercomplex. Sinds 2021 zijn Atlas V faciliteiten ook geschikt voor ULA’s Vulcan die er begin 2024 debuteerde.